# Marcel Kibler
Pour les articles homonymes, voir Kibler.
Marcel Kibler, alias « commandant Marceau », né le 11 septembre 1904 à Saint-Amarin et mort le 1er juillet 1992 dans sa commune de naissance, est le chef des Forces françaises de l'intérieur (FFI) d'Alsace pendant la Seconde Guerre mondiale. Il est un des fondateurs de la Septième colonne d'Alsace (Réseau Martial) et des Groupes mobiles d'Alsace (GMA).

## Biographie
Marcel Kibler est le fils de Martin Kibler, qui sera longtemps maire de Saint-Amarin, et de Valentine Haller. Sa famille est profondément francophile,.
Il suit une formation de décoration dans une école à Zurich, puis il est embauché aux ateliers de teinture Breuil dans son village natal. Il y crée l’impression sur tissus et devient le directeur technique de l’entreprise.
Le  20 mai 1929, il épouse Marcelle Chaillet, née le 1er juillet 1908  à Maussans.

### Campagne de France
En 1940, il participe à la campagne de France au sein du 189e régiment d'artillerie lourde. Avec son régiment, il combat sur la ligne Maginot dans la Sarre puis en Belgique. Son régiment se replie sur Abbeville puis en combattant jusque dans le Massif central où il reçoit l'ordre de rejoindre la côte pour embarquer pour l'Afrique du Nord. Quand l'armistice est déclaré, il est à Castres. Marcel Kibler termine la guerre avec le grade de sous-lieutenant. Il attend sa démobilisation, le 18 septembre 1940, pour revenir en Alsace annexée dans un convoi dont il est le responsable.

### Actions dans la Résistance
Fin septembre, il est contacté par Paul Dungler, un ami politique, qui lui propose de créer une organisation clandestine. Une réunion avec Paul Dungler, Jacques Léonhart et Paul Winter a lieu à l'usine du Breuil de Saint-Amarin pour créer les bases de la Septième colonne d'Alsace (Réseau Martial) qui a pour but de lutter contre l'envahisseur par tous les moyens possibles. Les premiers recrutements se font dans un cercle d'amis restreint.
Marcelle, la femme de Marcel Kibler n'étant pas Alsacienne, la famille est convoquée le 15 octobre 1940 à la mairie de Saint-Amarin pour y signer une déclaration de soumission au troisième Reich devant le Kreisleiter. Après avoir refusé de signer la famille est expulsée le 9 décembre 1940 comme environ 45 000 Alsaciens classés indésirables.
Dans un premier temps, la famille se réfugie à Montoulieu en zone libre. En 1er février 1941, Marcel Kibler quitte sa famille et rejoint à Lyon Paul Dungler, qui, prévenu de son arrestation imminente, s'est évadé d'Alsace. Des contacts sont pris avec les officiers de l'armée de Vichy. Par l'intermédiaire, entre autres, de Jean Eschbach à Poligny, Julien Dungler à Bâle ou la filière de Nicolas Luttenbacher, des liaisons sont mises en place avec l'Alsace. Un poste de commandement (PC) est installé à Lyon, cours Tolstoï dans la clinique du docteur Poujadoux. Une stratégie est établie pour obtenir des renseignements économiques, militaires et politiques en Alsace mais aussi en Allemagne grâce à des contacts avec des industriels allemands anti-nazis et aux facilités de déplacement des Alsaciens au sein du troisième Reich. Un poste de radio est envoyé en Alsace, mais son efficacité est limitée, les renseignements continuent à être  acheminés, principalement, par les filières humaines.
Marcel Kibler prend le nom de code de « Marceau », qui est le prénom que son entourage lui donne pour ne pas le confondre avec celui de son épouse Marcelle.
Rapidement, devant l'ampleur que prend le réseau et pour des raisons de sécurité, le PC est déplacé dans une maison de retraite tenue par des sœurs à Couzon-au-Mont-d'Or où Marcel Kibler est rejoint par sa famille.
En avril 1942, Paul Dungler est arrêté par la police française. Marcel Kibler rencontre, par l'intermédiaire du docteur Ménétrel, le maréchal Pétain, qui couvre et finance la Septième colonne d'Alsace. Informé de l'arrestation, le maréchal fait libérer Paul Dungler. À son retour à Lyon, ce dernier est déjà libre. Le même mois, le réseau organise, à la demande des services de renseignements, l'évasion du général Giraud de forteresse de Königstein. Après cette opération, Paul Dungler et Marcel Kibler décident de créer des groupes de combat, les Groupes Mobiles d'Alsace (GMA), pour libérer l'Alsace.
Marcel Kibler (commandant Marceau) se charge de créer le premier GMA en zone libre. Il contacte Bernard Metz qui connaît très bien les centres où se trouvent les réfugiés alsaciens à Limoges, Périgueux, Clermont-Ferrand et Toulouse. Sous l'action de ce dernier, en quelques semaines, le GMA Sud prend forme. Il deviendra une des principales composantes de la Brigade indépendante d' Alsace-Lorraine.
En juillet 1943, les deux responsables décident de créer, sur le modèle du GMA SUD, un groupe en Suisse avec les Alsaciens réfugiés dans ce pays. C'est le commandant Ernest Georges qui est chargé de cette tâche.
En août 1943, Paul Dungler part pour l'Algérie, Marcel Kibler prend le commandement de la Septième colonne d'Alsace (réseau Martial).
En mars 1944, Marcel Kibler devient responsable de la Résistance pour l'Alsace. Il décide de créer un GMA dans les Vosges. Il prend comme chef d'état-major, Jean Eschbach et déplace son PC à Raon-l'Étape pour être plus près de l'Alsace. Il s'investit plus particulièrement dans le GMA Vosges avec lequel il combat jusqu'au 30 octobre 1944.
Le 5 juin 1944, il effectue un dernier déplacement à Lyon, où il organise une réunion pour coordonner la mise en action des GMA Sud et Suisse. Il y rencontre le lieutenant Bernard Metz (GMA Sud) et le commandant Ernest Georges (GMA Suisse).
Grâce à la filière d'évasion dirigée par René Stouvenel avec le concours des employés des Eaux et Forêts de Grandfontaine, à deux reprises, au mois de juin et juillet 1944, il franchit clandestinement la frontière alsacienne pour diriger les réunions de Grendelbuch qui organisent de la Résistance alsacienne en vue de la libération de la région. À l'issue de la seconde, il est reconnu comme le chef des Forces françaises de l'intérieur (FFI) d'Alsace.
Après les combats du 4 septembre 1944 à la ferme de Viombois et les représailles qui ont suivi, le GMA Vosges n'est plus en mesure de jouer un rôle majeur dans la libération de l'Alsace. Avec la poignée de combattants restants, Marcel Kibler mène un combat de guérilla jusqu'au 30 octobre 1944, date à laquelle il franchit les lignes et rejoint la 2e DB,,.
Il reprend le commandement des FFI d'Alsace qui vont jouer un rôle important, surtout pour la défense de Strasbourg, lors de la contre-offensive allemande de l'opération Nordwind au début de janvier 1945.
Le 10 février 1945, les FFI sont dissous, mais le long du Rhin, c'est encore le front. Les FFI d'Alsace ne peuvent être renvoyés dans leur foyer, car ils tiennent des positions le long du fleuve. Ils sont renommés « Bataillon de Volontaires du Rhin » et restent sous son commandement jusqu'à leur démobilisation le 25 avril 1945.
Marcel Kibler termine la guerre, en Allemagne, au sein de l'état-major du général de Lattre de Tassigny.
Après la guerre, Marcel Kibler revient à Saint-Amarin son village natal où il reprend sa vie d'avant-guerre.

## Décorations
- Chevalier de la Légion d'honneur le 6 février 1945 avec la citation suivante[4] :

« Remarquable organisateur et entraineur d'hommes animé du plus pur esprit de patriotisme. Organisateur de la Résistance Alsacienne depuis 1940 - Chef de la Résistance depuis septembre 1942. A fait de cette organisation un modèle d'union et de dévouement désinteressé à la cause de la France communiquant à tous sa foi inébranlable dans la victoire.
En août et septembre 1944 a participé à plusieurs engagements dans les forêts des Vosges, faisant preuve d'un très grand sens tactique du combat de partisans et d'un courage magnifique.
En novembre et décembre 1944, en tête des FFI d'Alsace a contribué pour une large part aux succès des Armées Françaises et Alliées sur Strasbourg et en Haute-Alsace. »

- Médaille de la Résistance française avec rosette par décret du 31 mars 1947[7].
- Croix de guerre 1939-1945[4].
- Officier de la Légion d'honneur le 7 juin 1952[2] :

« Magnifique chef entraîneur d'hommes.
Par son action personnelle a puissamment contribué pendant les journées tragiques du 3 au 5 janvier 1945 à conserver la ville de Strasbourg abandonnée par les troupes américaines et dont les abords nord et sud ont été défendus par les seules unités F.F.I. d'Alsace - Brigade Alsace Lorraine et F.F.I. du Bas-Rhin, jusqu'à l'arrivée des premiers éléments de l'Armée Française, le 5 janvier.
A ensuite participé, de janvier à avril 1945, comme commandant du bataillon des volontaires du Rhin, issu des F.F.I. d'Alsace à tous les combats qui amenèrent la libération définitive du Territoire Français. »

## Reconnaissance
- Une stèle se situant au lieu-dit « Étoile II », à proximité du col du Donon. Elle porte la mention suivante[8] :

« A la mémoire du passage du commandant Marcel Kibler, alias Marceau, et du capitaine Jean Eschbach, alias Rivière, dans la nuit du 16 au 17 juin 1944 en Alsace pour assister à une réunion des chefs de la Résistance alsacienne à Grendelbruch (Bas-Rhin). Stèle inaugurée le dimanche 16 juin 1974. »

- Une rue du Commandant Marceau à Saint-Amarin[9].
- Une rue du Commandant Marceau à Besançon.
- Il est Citoyen d'honneur de Saint-Amarin.